# Джон Веслі Шипп
Джон Веслі Шипп (англ. John Wesley Shipp, нар. 22 січня 1955, Норфолк, Вірджинія, США) — американський актор, відомий своїми телевізійними ролями. Він зіграв головну роль Баррі Аллена в серіалі «Флеш» та Мітча Лірі, батька головного героя, в драматичному серіалі «Затока Доусона». Шипп також зіграв кілька ролей у денних мильних операх, включаючи Келлі Нельсон «Дороговказне світло» і Дуглас Каммінгс у телесеріалі «Як обертається світ» (що принесло йому першу денну премію Еммі). Він зіграв Генрі, батька Баррі Аллена, Джея Гарріка з Землі-3 Флеша та Баррі Аллена/Флеша з Earth-90 у серіалі CW «Флеш».

## Біографія
Шипп народився в Норфолку, штат Вірджинія. Його батько був фермером, коли Шипп був молодим, і після відвідування семінарії у Вейк-Форест, Північна Кароліна, він став пастором невеликої церкви за межами Вейк-Форест. Пізніше Шипп виголосив програмну промову перед випускниками середньої школи Wake Forest Rolesville 1999 року, щоб розповісти історію про спроби свого батька інтегрувати громаду наприкінці 1960-х років.
Шипп відвідував середню школу Батлера в Луїсвіллі, штат Кентуккі, а потім навчався в Університеті Індіани.

## Кар'єра
Шипп розпочав свою кар'єру зі звичайної ролі в денній мильній опері «Дороговказне світло», граючи доктора Келлі Нельсон з 1980 по 1984 рік. Шипп послідував за цим з іншими ролями, зігравши Дугласа Каммінгса в «Як обертається світ» з 1985 пр 1986 (що принесло йому першу денну премію Еммі в 1986), Мартін Елліс у «Санта-Барбарі» у 1987 році (за яку він отримав свою другу денну премію «Еммі»), а потім Бланшар Лавлейс у фільмі «Одне життя, щоб прожити» у 1989 році та Картер Джонс у фільмі «Всі мої діти» у 1992 році. Він також з'являвся в гостях. у прайм-таймових серіалах, як-от гра підглядаючого в епізоді «Острів фантазій» у 1983 році.

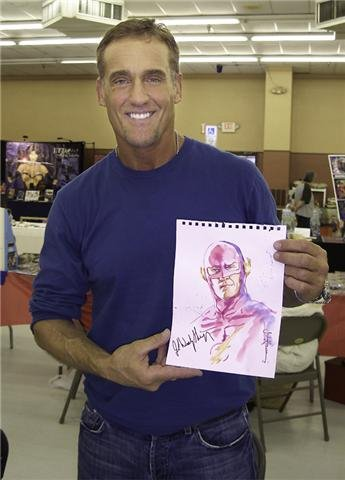
Шипп у 2010 році на Florida Supercon

Шипп отримав головну роль Баррі Аллена/Флеша в серіалі CBS «Флеш», який транслювався в сезоні 1990—1991 років. Після цього він зіграв повторювану роль в серіалі NBC «Сестри» з 1994 по 1995 рік. Шипп також з'являвся на сцені в 1990-х роках, зігравши головну роль у фільмі Еріка Джендресена «Вбивство Майкла». Маллоя в 1993 році. У 1998 році він отримав роль Мітча Лірі, батько головного героя Доусона, у драматичному серіалі WB «Затока Доусона»; Шипп залишався частиною основного акторського складу серіалу протягом перших чотирьох сезонів, покинувши його у 2001 році.
У листопаді 2010 року Шипп повернувся в денний час у короткостроковій ролі лиходія Едді Форда в «Одне життя, щоб жити», який був убитий у таємничому вбивстві в середині грудня. Влітку 2011 року він знявся в серіалі «До смерті красива», зігравши колишнього чоловіка героїні, яку грає комік Кеті Гріффін. Шипп зняв три епізоди серіалу MTV «Вовченя» у ролі батька героя Деніела Шармана, який вийшов в ефір влітку 2012 року. Також у 2012 році він знявся в незалежному фільмі «Пекло та містер Фадж'» з Маккензі Естін та Ейлін Девідсон.
Шипп повернувся до участі у «Флеш» у 2010-х роках. На початку 2014 року він отримав «загадкову» роль у серіалі The CW «Флеш», яка пізніше виявилася повторюваною роллю Генрі Аллена, батька Баррі. У фіналі другого сезону «Флешу» Шипп зіграв Джея Гарріка, аналога «Флешу» з альтернативного всесвіту, а пізніше — його раннє втілення Баррі Аллена. Він також зіграв роль Еобарда Тоуна, заклятого ворога Баррі, в мультсеріалі «Бетмен: Відважний і сміливий».
У 2015 році Шипп також почав озвучувати роль шерифа Бернса в подкаст-драмі «Порошкові опіки». Він тривав з 2015 по 2018 рік, був написаний і спродюсований Девідом А. Грегорі, і був визнаний Voice Arts Awards і Audio Verse Awards.
Шипп повернувся на сцену у 2016 році як присяжний № 8 у постановці Judson Theatre Company «Дванадцять розлючених чоловіків». Він також виконав ту саму роль у читанні п'єси в Брукфілдському театрі мистецтв у 2017 році.
У 2021 році повернувся до ролі Джея Гарріка та зіграв у двох епізодах телесеріалу «Старґерл».

## Фільмографія
| Рік       |    | Українська назва                                   | Оригінальна назва                          | Роль                    |
| --------- | -- | -------------------------------------------------- | ------------------------------------------ | ----------------------- |
| 1980      | тф | Найбрудніше шоу в місті                            | The Dirtiest Show in Town                  | Невідома роль           |
| 1980—1984 | с  | Дороговказне світло                                | Guiding Light                              | Келлі Нельсон           |
| 1983      | с  | Острів фантазій                                    | Fantasy Island                             | Тодд Скайлер            |
| 1984      | тф | Літо фантазій                                      | Summer Fantasy                             | Калхейн                 |
| 1984—1986 | с  | Як обертається світ                                | As the World Turns                         | Даг Каммінгс            |
| 1986      | с  | Санта-Барбара                                      | Santa Barbara                              | Мартін Елліс            |
| 1989      | с  | Одне життя, щоб жити                               | One Life to Live                           | Бланшар Лавлейс         |
| 1990      | ф  | Нескінченна історія 2: Нова глава                  | The NeverEnding Story II: The Next Chapter | Барні Бакс              |
| 1990—1991 | с  | Флеш                                               | The Flash                                  | Баррі Аллен             |
| 1991      | тф | Дитина нареченої                                   | Baby of the Bride                          | Денніс                  |
| 1991      | тф | Команда небезпеки                                  | Danger Team                                | Спекс                   |
| 1992      | с  | Усі мої діти                                       | All My Children                            | Картер Джонс            |
| 1992      | с  | Людська мішень                                     | Human Target                               | Гаррет Сент-Джон        |
| 1994      | тф | М'який обман                                       | Soft Deceit                                | Джон Горбарт            |
| 1994      | с  | Поліція Нью-Йорка                                  | NYPD Blue                                  | Рой Ларсон              |
| 1994      | тф | Золоті ворота                                      | Golden Gate                                | Кенні Скалон            |
| 1994      | тф | Зелений дельфін                                    | Green Dolphin Beat                         | Террі Летнер            |
| 1994—1995 | с  | Сестри                                             | Sisters                                    | Лакі Вільямс            |
| 1995      | с  | Військово-юридична служба                          | JAG                                        | Сержант Грангер         |
| 1996      | тф | Смертельна мережа                                  | Strangers                                  | Доктор Стентон          |
| 1996      | с  | Незнайомці                                         | Strangers                                  | Джек                    |
| 1997      | тф | Втрачений скарб Дос Сантоса                        | Lost Treasure of Dos Santos                | Джек                    |
| 1997      | с  | Солдати удачі                                      | Soldier of Fortune, Inc.                   | Гріффін                 |
| 1998—2001 | с  | Затока Доусона                                     | Dawson's Creek                             | Мітч Лері               |
| 1999      | тф | Дорожня лють                                       | Road Rage                                  | Джим Карсон             |
| 2001      | с  | За межею можливого                                 | The Outer Limits                           | Пітер Шотвелл           |
| 2002      | ф  | Секунда до смерті                                  | Second to Die                              | Джим Братчетт           |
| 2004      | с  | Військово-юридична служба                          | JAG                                        | Маркус Саттер           |
| 2005      | кф | Під зірками                                        | Starcrossed                                | Лейн                    |
| 2005      | с  | Пальметто Пуант                                    | Palmetto Pointe                            | Майкл Джонс             |
| 2006      | с  | Місце злочину: Нью-Йорк                            | CSI: NY                                    | Патрік Квін             |
| 2007      | тф | Помста Крісті                                      | Christie's Revenge                         | Рой Колтон              |
| 2007      | с  | Шукачка                                            | The Closer                                 | Кріс Конрой             |
| 2009      | ф  | Портове місто                                      | Port City                                  | Джордж                  |
| 2009      | кф | Гротеск                                            | Grotesque                                  | Отець Фейхі             |
| 2010      | мс | Бетмен: Відважний і сміливий                       | Batman: The Brave and the Bold             | Професор Зум            |
| 2010      | ф  | Тривога розлуки                                    | Separation Anxiety                         | Палмер                  |
| 2010—2012 | с  | Одне життя, щоб жити                               | One Life to Live                           | Едді Форд               |
| 2011      | с  | До смерті красива                                  | Drop Dead Diva                             | Даг Бейлі               |
| 2012      | ф  | Пекло і містер Фадж                                | Hell and Mr. Fudge                         | Бенні Лі                |
| 2012—2013 | с  | Вовченя                                            | Teen Wolf                                  | Містер Лейхі            |
| 2014      | ф  | Сенсорне сприйняття                                | Sensory Perception                         | Лейтенант Твейн         |
| 2014      | ф  | Золоті туфлі                                       | Golden Shoes                               | Президент США           |
| 2014—2023 | с  | Флеш                                               | The Flash                                  | Генрі Аллен/Джей Гаррік |
| 2016      | ф  | Сектор                                             | The Sector                                 | Стілвер                 |
| 2016      | ф  | Нічна пітливість                                   | Night Sweats                               | Нік                     |
| 2017      | с  | Сліпа зона                                         | Blindspot                                  | Доктор Катц             |
| 2018      | с  | Супердівчина                                       | Supergirl                                  | Баррі Аллен             |
| 2018      | с  | Стріла                                             | Arrow                                      | Баррі Аллен             |
| 2019      | тф | Таємниці рубінового оселедця: її останній подих    | Ruby Herring Mysteries: Her Last Breath    | Джон Геррінг            |
| 2019      | ф  | Нічна пітливість                                   | Night Sweats                               | Нік                     |
| 2020      | тф | Таємниці рубінового оселедця: передбачене вбивство | Ruby Herring Mysteries: Her Last Breath    | Джон Геррінг            |
| 2021—2022 | с  | Старґерл                                           | Stargirl                                   | Джей Гаррік             |